# Hugo Hamberg
Hugo Emanuel Hamberg, född 6 januari 1847 i Uppsala, död 9 november 1923 i Stockholm, var en svensk meteorolog. 
Hamberg blev student vid Uppsala universitet 1865, filosofie doktor 1872, amanuens vid meteorologiska observatoriet i Uppsala samma år och docent 1874. Som Sederholmsk stipendiat under perioden juni 1876 till maj 1877 studerade han utrustningen och verksamheten vid de främsta meteorologiska instituten och observatorierna i Europa och USA. Han kallades 1878 till amanuens vid Statens meteorologiska centralanstalt samt var 1902-13 professor och föreståndare för densamma. Han blev ledamot av Vetenskapsakademien 1905 och Lantbruksakademien 1909.
Hamberg vidgade i hög grad till kännedomen om Sveriges klimatiska förhållanden. Härtill bidrog mycket det av honom från 1878 anordnade, i hela landet omfattande system av privata väderstationer. En sammanfattning av iakttagelserna från dessa och övriga stationer meddelade han från 1881 i tidskriften "Månadsöfversigt av väderleken i Sverige". Han konstruerade även åtskilliga instrument och apparater för meteorologiska stationer 
Hamberg ledde vidare en undersökning om skogarnas inflytande på klimatet, och redogjorde i Om skogarnes inflytande på Sveriges klimat (Domänstyrelsen, 1884, 1887 och 1895) för denna undersöknings resultat i fråga om skogarnas inflytande på luftens och markens temperatur, luftfuktighet, nederbörd och snötäcke, på samma gång som han lämnade en framställning av dessa klimatelements fördelning över landet.